# Psicolinguistica
La psicolinguistica o psicologia del linguaggio può essere definita come lo studio dei fattori psicologici e neurobiologici che stanno alla base dell'acquisizione, della comprensione e dell'utilizzo del linguaggio negli esseri umani. È un campo di studio interdisciplinare, che si avvale dell'apporto di differenti discipline, come la neuropsicologia, la psicologia cognitiva, la linguistica e, in generale, delle scienze cognitive.

## Obiettivi
La psicolinguistica si occupa principalmente dei processi computazionali messi in atto dal cervello per comprendere e produrre il linguaggio. Pur condividendo alcune nozioni e alcuni livelli di analisi propri della linguistica, si distingue da quest'ultima in quanto tenta di definire teorie sull'architettura funzionale dei processi implicati nell'utilizzo del linguaggio, indagando come il linguaggio è rappresentato e processato a livello cognitivo e cercando di localizzarlo da un punto di vista anatomico.
Questo scopo viene raggiunto studiando e investigando i diversi livelli che costituiscono la capacità unitaria di utilizzare il linguaggio: la fonologia, la morfologia, la sintassi, la semantica e la pragmatica.
Per fare un esempio, il modello cognitivo di Levelt descrive la produzione linguistica dalle fasi della concettualizzazione fino al momento della realizzazione fonetico-articolatoria dei suoni linguistici.
Altre aree di ricerca si rivolgono all'acquisizione della prima e della seconda lingua nei bambini
Oltre allo studio dell'architettura anatomo-funzionale dei processi del linguaggio in soggetti sani, la psicolinguistica studia anche i processi linguistici danneggiati, in soggetti con patologie evolutive (come la dislessia) o che hanno sviluppato patologie del linguaggio seguenti a lesioni di varia natura: ictus, patologie tumorali, traumatismi cranici o malattie neurodegenerative come le demenze.

## Metodologia
La psicolinguistica applica il metodo scientifico ed utilizza differenti metodologie per raccogliere i dati sperimentali; i metodi spaziano dall'osservazione del comportamento (ovvero l'osservazione degli errori linguistici commessi dai parlanti), alle misure comportamentali (come la misurazione dei tempi di reazione in compiti linguistici come la decisione lessicale - ovvero decidere se una parola presentata dallo sperimentatore appartiene o meno alla lingua del soggetto sperimentale), alle misure di tipo psico-neurofisiologico come i metodi elettrofisiologici o le tecniche di neuro-imaging (movimenti oculari, elettroencefalografia, risonanza magnetica funzionale, tomografia ad emissione di positroni) in cui si misurano le reazioni fisiologiche che hanno luogo nel cervello durante l'esecuzione stessa di compiti di natura linguistica.

## Applicazioni
I risultati ottenuti nello studio delle patologie del linguaggio e delle afasie sono utili per definire sempre migliori tecniche di riabilitazione cognitiva delle afasie, delle patologie evolutive o delle malattie neurodegenerative che colpiscono il linguaggio; questi risultati possono essere applicati in campi come la neuropsicologia clinica o la logopedia, all'interno di programmi riabilitativi in uso nelle strutture ospedaliere e nei centri di riabilitazione, oppure possono consentire di giungere ad una più compiuta comprensione dei processi linguistici nei soggetti normali.
I dati e le teorie elaborate sulla computazione cerebrale del linguaggio possono essere applicati in molti modi differenti: ad esempio, la comprensione dell'organizzazione anatomofunzionale del linguaggio negli esseri umani può avere finalità didattiche, ovvero migliorare le tecniche di insegnamento della prima lingua o seconda lingua nei programmi scolastici.
Inoltre, la ricerca scientifica sull'organizzazione anatomo-funzionale del linguaggio nel cervello degli esseri umani può avere la finalità di giungere ad una migliore comprensione del funzionamento del cervello e della mente, e nello studio delle relazioni stesse tra mente e cervello, costituendo quindi un campo di ricerca in grado di unificare le scienze biologiche con le scienze comportamentali.